# كريستوفر لاثام
كريستوفر لاثام (بالإنجليزية: Christopher Latham) هو دراج بريطاني، ولد في 6 فبراير 1994 في بولتن في المملكة المتحدة.

## وصلات خارجية
- كريستوفر لاثام على موقع الاتحاد الدولي للدراجات (الإنجليزية)
- كريستوفر لاثام على موقع أرشيف الدراجات (الإنجليزية)
- كريستوفر لاثام على موقع إحصائيات الدراجات الإحترافية (الإنجليزية)
- كريستوفر لاثام على موقع نسبة الدراجات (الإنجليزية)
- كريستوفر لاثام على موقع اللجنة البارالمبية البريطانية (الإنجليزية)